# 김현정 (1972년)
김현정(金賢貞, 1972년 4월 6일 ~ )은 대한민국의 제7대 광주광역시 북구의원이었다.

## 학력
- 동신전문대학 응용미술과 졸업

## 경력
- 북구 대형마트입점저지 대책위 기획팀장
- 작은도서관 '친환경도서관버스' 관장
- 운암초등학교 학부모 독서회장
- 운암초등학교 운영위원회 부위원장
- 전국건설노동조합 광주전남 건설지부 여성부장
- 아름다운 지역공동체'우리동네사람들'운암동 대표
- 광주광역시 북구 교육희망네트워크 준비위원회 운영위원장
- 2014.07 ~ 2018.06 제7대 광주광역시 북구의회 의원
- 2014.07 ~ 2016.06 제7대 광주광역시 북구의회 전반기 의회운영위원회 위원
- 2014.07 ~ 2016.06 제7대 광주광역시 북구의회 전반기 행정자치위원회 위원
- 2014.07 ~ 2016.06 제7대 광주광역시 북구의회 전반기 예산결산특별위원회 위원
- 2015.02 ~ 2015.02 제7대 광주광역시 북구의회 대형마트입점저지와지역상권을지키기위한특별위원회 위원장
- 2015.03 ~ 2015.06 제7대 광주광역시 북구의회 광주역활용방안마련을위한특별위원회 위원
- 2016.03.10 민중연합당 입당
- 2016.07 ~ 2018.06 제7대 광주광역시 북구의회 후반기 윤리특별위원회 위원장
- 2016.07 ~ 2018.06 제7대 광주광역시 북구의회 후반기 경제복지위원회 부위원장
- 2016.07 ~ 2018.06 제7대 광주광역시 북구의회 후반기 예산결산특별위원회 위원

## 역대 선거 결과
|  | 12.21% |

|  | 12.83% |

|  | 10.50% |

|  | 13.21% |